# Lijst van kerken in Leiden
vanaf de Hieronder volgt een (incompleet) overzicht van kerken en andere religieuze gebouwen in de Nederlandse stad en gemeente Leiden.
| Naam                                     | Adres                                | Gebruik | bouwjaar                  | Bijzonderheden | Afbeelding |
| ---------------------------------------- | ------------------------------------ | --- | ------------------------- | --- | ---------- |
| Academiegebouw                           | Rapenburg                            | Buiten gebruik als kerk, sinds de reformatie onderdeel van de oorspr. protestantse Universiteit Leiden. Momenteel in gebruik als aula en collegeruimte.    | 1516                      | gebouwd als kapel voor het Dominicanessenklooster aan het Rapenburg, sinds 1574 in gebruik als auditorium van de Universiteit Leiden                                                                                                |            |
| Antoniuskerk                             | Boshuizerlaan 11-13                  | Rooms-katholieke Kerk | 1966                      | gesloten in 2023 |            |
| Bethlehemkerk                            | Lammermarkt 57                       | Buiten gebruik als kerk, oorspr. Hoogduitse Gereformeerde Kerk, later Nederlands Hervormde Kerk en JMWZ. Momenteel in gebruik als winkel-/kantoorruimte.   | 1644                      | gesloten, in gebruik als kantoorruimte |            |
| Engelse kerk                             | Faliede Bagijnhof                    | Buiten gebruik als kerk, vanaf de reformatie Engelse kerk. Momenteel in gebruik als kantoorruimte van de Universiteit Leiden.                              | 16e eeuw en eerder        | voor de reformatie aan St. Agnes gewijde kapel van het Leidse Begijnhof, sterk verbouwd en in gebruik als kantoorruimte van de Universiteit Leiden                                                                                  |            |
| Fredericus en Odulfuskerk                | Zoeterwoudsesingel 50                | Oudkatholieke Kerk, wekelijkse vieringen. | 1926                      | Kerkgebouw ontworpen door Bernard Buurman, glas-in-loodramen en muurschilderingen van Chris Lebeau |            |
| Hartebrugkerk                            | Haarlemmerstraat 110                 | Rooms-katholieke Kerk, regelmatige vieringen. | 1836                      | Officiële naam Onze Lieve Vrouw Onbevlekt Ontvangen, ook bekend als Coelikerk, kerkgebouw ontworpen door Theo Molkenboer, historisch orgel (1877) van de firma Maarschalkerweerd                                                    |            |
| Herengrachtkerk                          | Herengracht 68-70                    | Nederlandse Gereformeerde Kerken, wekelijkse diensten. | 1878                      | kerkgebouw ontworpen door W.F. van der Heijden, vervangt een eerder kerkgebouw uit 1854 |            |
| Herensingelkerk                          | Herensingel 3                        | Rooms-katholieke Kerk, tweemaal per week vieringen. | 1924-25                   | Officiële naam Onze-Lieve-Vrouw-Hemelvaart en Sint Josephkerk, kerkgebouw ontworpen door Leo en Jan van der Laan |            |
| Hooglandse Kerk                          | Nieuwstraat 26C                      | Vanaf de reformatie protestants (nu Protestantse Kerk in Nederland, oorspronkelijk Nederlands Hervormde Kerk), meerdere diensten per week.                 | tussen 1377 en 1535       | voor de reformatie gewijd aan St. Pancras, historisch orgel (1565/1637) van Peter Jansz. de Swart en de gebroeders Van Hagerbeer |            |
| Kapel van het Sint Anna Aalmoeshuis      | Sint Anna Aalmoeshuis                | In gebruik als museumruimte | 1492                      | voor de reformatie gewijd aan St. Anna, het interieur van de kapel is origineel, er bevindt zich bovendien een altaarstuk van Pieter Coecke van Aelst                                                                               |            |
| Kapel van het Sint-Elisabeth-Gasthuishof | Caeciliastraat 16                    | | 1428                      | voor de reformatie gewijd aan St. Elisabeth |            |
| Kooikapel of Bethlehemkerk               | Driftstraat 49A                      | in gebruik bij Baptistengemeente, voorheen Nederlands Hervormde Kerk, wekelijkse diensten.                                                                 | 1934                      | kerkgebouw ontworpen door Gijs van Hoogevest |            |
| Leonarduskerk                            | Haagweg 13A                          | Buiten gebruik als kerk, voorheen Rooms-katholieke Kerk, momenteel in gebruik als kantoorruimte.                                                           | 1925-26                   | Gesloten, kerkgebouw ontworpen door Leo en Jan van der Laan, muurschilderingen van Humbert Randag |            |
| Lodewijkkerk                             | Steenschuur 19                       | Na de reformatie buiten gebruik als kerk, vanaf 1807 Rooms-katholieke Kerk, vieringen bijna dagelijks.                                                     | tussen 1477 en 1594       | interieur (1807) ontworpen door Jan Giudici |            |
| Lokhorstkerk                             | Pieterskerkstraat 1                  | Remonstrantse Kerk en Doopsgezinde Kerk, wekelijkse diensten                                                                                               | 1638                      | historisch orgel (1774) van Johannes Mitterreither, interieur (1860) ontworpen door Jan Willem Schaap |            |
| Loodskerk                                | Herengracht                          | Kerkgebouw verdwenen, voorheen Nederduits Gereformeerde Kerk (later Nederlands Hervormde Kerk)                                                             | 17de eeuw                 | in 1829 vervangen door een stenen gebouw, dat op zijn beurt in 1898 werd vervangen door de Oosterkerk |            |
| Lutherse Kerk                            | Hooglandse Kerkgracht 26             | Buiten gebruik, voorheen Evangelisch-Lutherse Kerk. Momenteel staat het gebouw leeg.                                                                       | 1618                      | Oudste voor de protestantse eredienst gebouwde kerk in Leiden, gesloten in 2018 |            |
| Marekerk                                 | Lange Mare 48                        | Protestantse Kerk in Nederland (oorspronkelijk Nederlands Hervormde Kerk), wekelijks twee diensten op zondag.                                              | 1639-49                   | kerkgebouw ontworpen door Arent van 's-Gravesande, historisch orgel (1560/1733) van Peter Jansz. de Swart en Rudolf Garrels |            |
| Mon Pèrekerk                             | Haarlemmerstraat, ter hoogte van 262 | kerkgebouw verdwenen, oorspr. Rooms-katholieke Kerk | 1839                      | in 1934 verbouwd tot zwembad De Overdekte, gesloopt in 1979 (waarbij een deel van het interieur werd verplaatst naar de Herensingelkerk), officiële naam Onze-Lieve-Vrouw Hemelvaartkerk, kerkgebouw ontworpen door Theo Molkenboer |            |
| Onze-Lieve-Vrouwekapel                   | Sumatrastraat 197                    | Rooms-katholieke Kerk | 1961                      | kerkgebouw ontworpen door Piet van der Sterre |            |
| Oosterkerk                               | Herengracht                          | kerkgebouw verdwenen, Nederlands Hervormde Kerk | 1898                      | verving een eerdere kerk uit 1829, gesloopt in 1977, kerkgebouw ontworpen door Willem Cornelis Mulder, historisch orgel (1899) van de firma Van Dam                                                                                 |            |
| Opstandingskerk                          | Aerent Bruunstraat 1                 | Christelijke Gereformeerde Kerken, wekelijkse diensten | 1960                      | Heette tot 2007 de Bevrijdingskerk, historisch Fleiter-orgel uit 19e eeuw |            |
| Sint-Petruskerk (I)                      | Langebrug, ter hoogte van 56         | kerkgebouw verdwenen, oorspr. Rooms-katholieke Kerk | 1836                      | afgebrand in 1933, kerkgebouw ontworpen door Theo Molkenboer |            |
| Sint-Petruskerk (II)                     | Lammenschansweg 40A                  | Rooms-katholieke Kerk, wekelijkse vieringen. | 1936                      | kerkgebouw ontworpen door Alexander Kropholler |            |
| Pieterskerk                              | Pieterskerkhof 1A                    | Vanaf de reformatie Nederlands Hervormde Kerk, enkele diensten per jaar.                                                                                   | tussen 1121 en 1570       | toren ingestort in 1512, voor de reformatie gewijd aan St. Pieter, historisch orgel (1643) van de gebroeders Van Hagerbeer |            |
| Synagoge                                 | Levendaal 16                         | Joods, één viering per maand. | 1723 / 1762 / 1858        | zwaar beschadigd tijdens de Tweede Wereldoorlog |            |
| Vrouwekerk                               | Vrouwekerkhof                        | kerkgebouw grotendeels verdwenen, vanaf de reformatie Waals-hervormde kerk                                                                                 | 14e en 15e eeuw           | aanvankelijk de dorpskerk van Maredorp, voor de reformatie gewijd aan Maria, grotendeels gesloopt in de eerste helft van de 19e eeuw                                                                                                |            |
| Waalse Kerk                              | Breestraat 60                        | Vanaf de reformatie Waals-hervormde kerk (aanvankelijk als dependance van de Vrouwekerk, vanaf 1818 als enige Waalse kerk in Leiden), wekelijkse diensten. | 13e eeuw / 1635 / 1737-39 | voor de reformatie kapel van het Sint-Catharinagasthuis (Leiden), historisch orgel (1746-48/1748-51) van Gerard Steevens en Pieter Assendelft                                                                                       |            |
| Zuiderkerk                               | Lammenschansweg, ter hoogte van 15   | kerkgebouw verdwenen, Gereformeerde Kerken in Nederland | 1939                      | gesloopt in 1986, kerkgebouw ontworpen door Abraham van der Kraan |            |